# 12 Wasted Years
12 Wasted Years es un documental de la banda de heavy metal Iron Maiden contando la historia de la banda de 1975 a 1987. Incluye videos y entrevistas de la banda.

## Lista de canciones
1. "Stranger in a Strange Land" (video promocional 1986)
2. "Charlotte the Harlot" (en directo 1980)
3. "Running Free" (en directo 1980)
4. "Women in Uniform" (video promocional 1980)
5. "Murders In The Rue Morgue" (en directo 1982)
6. "Children of the Damned" (en directo 1982)
7. "The Number of the Beast" (en directo 1985)
8. "Total Eclipse" (en directo 1982)
9. "Iron Maiden" (en directo 1983)
10. "Sanctuary" (en directo 1982)
11. "The Prisoner" (en directo 1982)
12. "22, Acacia Avenue" (en directo 1983)
13. "Wasted Years" (en directo 1986)
14. "The Trooper" (en directo 1985)